# Ahab (Moby Dick)

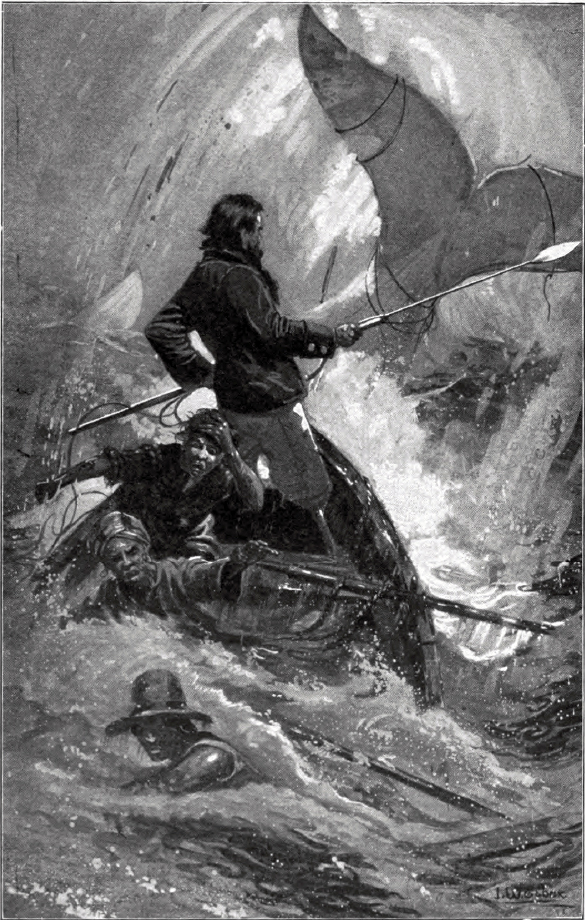
Ahab w walce z Moby Dickiem

Ahab (albo Stary Grom) – główny bohater powieści Moby Dick z 1851 Hermana Melville’a. 
Kapitan statku wielorybniczego Pequod, ma ok. 60 lat. Jest kaleką – stracił nogę w walce z białym wielorybem, tytułowym Moby Dickiem, na którym pragnie się zemścić. W ostatecznym starciu ze zwierzęciem ginie w morzu, kiedy wciąga go do wody okręcona wokół szyi lina harpuna.
W filmowej ekranizacji z 1956 w reżyserii Johna Hustona, w rolę kapitana Ahaba wcielił się Gregory Peck. 